# Distrito de Moravica
El Distrito de Moravica (en serbio: Moravički okrug, Моравички округ) es uno de los 18 ókrug o distritos en que está dividida Serbia Central, la región histórica de Serbia. Tiene una extensión de 3016 km², y según el censo de 2002, una población de 224 772 habitantes. Su capital administrativa es la ciudad de Čačak.

## Municipios
Los municipios que componen el distrito son los siguientes:
- Gornji Milanovac
- Čačak
- Lučani
- Ivanjica